# Notropis girardi
Notropis girardi es una especie de peces de la familia de los Cyprinidae en el orden de los Cypriniformes.

## Morfología
Los machos pueden llegar alcanzar los 8 cm de longitud total.

## Hábitat
Es un pez de agua dulce.

## Distribución geográfica
Se encuentran en Norteamérica: desde el oeste de Arkansas hasta el oeste de Kansas, oeste de Oklahoma, Texas y noreste de Nuevo México (Estados Unidos ).